# Chasmosaurus
 (novembre 2010).
Si vous disposez d'ouvrages ou d'articles de référence ou si vous connaissez des sites web de qualité traitant du thème abordé ici, merci de compléter l'article en donnant les références utiles à sa vérifiabilité et en les liant à la section « Notes et références ».
Genre
Chasmosaurus (« lézard à ouverture ») est un genre éteint de dinosaures cératopsiens du Crétacé supérieur qui a vécu au Canada. 

## Découvertes
Les premiers fossiles de chasmosaures ont été retrouvés en 1902, mais à l'époque, ils ont été identifiés comme appartenant à Monoclonius, un cératopsien similaire. Cependant, en 1913, Charles Mortram Sternberg et ses fils ont découvert quelques squelettes complets de l'animal aujourd'hui connu sous le nom de chasmosaure en Alberta, Canada. Ils furent enfin décrits en 1914 par Lawrence M. Lambe de la Commission géologique du Canada. Depuis ce jour, plusieurs crânes supplémentaires ont été retrouvés. Ces crânes présentent quelques dissemblances qui seront évoquées plus loin.

## Espèces
L'espèce originale de chasmosaure décrite par Lambe, C. belli, a été rejointe la même année par C. canadensis. En 1940, l'espèce C. russelli a été ajoutée par Sternberg, puis, en 1989, Lehman décrit C. mariscalensis.
L'espèce la plus récemment décrite est C. irvinensis, découverte dans les couches supérieures, datées du Campanien, de la formation de Dinosaur Park en Alberta. Cependant, en 2010, cette espèce a été rattachée à un nouveau genre Vagaceratops irvinensis.

### Liste des espèces
- C. belli
- C. canadensis
- C. mariscalensis
- C. russelli

## Caractéristiques
Mesurant 6 mètres de long, 2 mètres de haut et pesant 1,5 tonne, Chasmosaurus était un cératopsidé de taille moyenne.
Traditionnellement, les cératopsiens sont subdivisés en deux catégories par les taxonomistes; ceux avec de petites collerettes (centrosaurinés) et ceux avec de grosses (chasmosaurinés). Chasmosaurus a donné son nom à la seconde catégorie. En plus de ces grosses collerettes, ces cératopsiens possèdent généralement une tête et des mâchoires plus longues, et certains scientifiques croient qu'ils étaient plus sélectifs quant aux plantes qu'ils ingéraient. Les longues collerettes sont une évolution plutôt tardive chez les dinosaures, il y a de cela 76 à 70 millions d'années. La collerette a souvent été décrite comme étant « en forme de cœur », considérant le fait que sa structure osseuse décrit deux larges « boucles » à partir d'un os central.
Quelques découvertes incluent un nombre d'ossifications plus petites (époccipial) qui pourraient s'être développés du périmètre de la collerette. Cette dernière a fort bien pu être brillamment colorée pour attirer l'attention du sexe opposée à la saison des amours, cependant, considérant sa taille et minceur, elle ne semble pas avoir été d'un bien grand secours en cas de défense. Il est possible qu'elle n'ait servi qu'à paraître plus imposant aux yeux des prédateurs ou même à réguler sa température interne. Un troupeau de chasmosaures attaqué par un gros prédateur (ex., Daspletosaurus), les mâles auraient pu adopter une formation en cercle autour des petits et des individus plus faibles avec les collerettes pointant vers l'extérieur, un peu comme chez le bœuf musqué, ce qui aurait été un spectacle incroyable qui aurait pu intimider l'intrus.
Comme chez plusieurs cératopsiens, les chasmosaures avaient 3 cornes faciales de base : une sur le museau, et une sur chaque sourcil. Différentes découvertes fossiles ont amené des résultats inconclusifs. Alors que C. belli avait de courtes cornes sourcilières, une espèce baptisée C. kaiseni en possédait de longues. N'ayant pas d'autres traits distinctifs, il semble de nos jours que les deux espèces n'en soient en fait qu'une seule, les cornes les plus longues appartenant aux mâles et les plus courtes, aux femelles.
Les paléontologues ont également découvert de la peau de chasmosaure. Cette dernière semble avoir de nombreux boutons osseux à cinq ou six côtés. Malheureusement, c'est à peu près tout ce que ces échantillons de peau ont à offrir en termes d'information, la couleur restant toujours un mystère.